# Орловка (Алтайский край)
Орловка — село в Кулундинском районе Алтайского края. Входит в состав Октябрьского сельсовета.

## История
Основано в 1909 году. В 1928 г. посёлок Орловка состоял из 129 хозяйств, центр Орловского сельсовета Славгородского района Славгородского округа Сибирского края. Отделение колхоза имени Молотова. С 1957 г. отделение совхоза «Кулундинский».

## Население
В 1928 году в посёлке проживало 693 человека (347 мужчин и 346 женщин), основное население — украинцы. По переписи 1959 г. в селе проживало 295 человек (126 мужчин и 169 женщин).
| 1997 | 1998 | 1999 | 2000 | 2001 | 2002 | 2003 |
| ---- | ---- | ---- | ---- | ---- | ---- | ---- |
| 144  | ↗146 | ↗153 | ↘149 | ↘145 | ↗153 | ↘148 |
| 2004 | 2005 | 2006 | 2007 | 2008 | 2009 | 2010 |
| ↘146 | ↘133 | ↘125 | →125 | ↘119 | ↘116 | ↘111 |
| 2011 | 2012 | 2013 |      |      |      |      |
| ↗112 | ↘108 | ↘97  |      |      |      |      |